# Autostrada A3 (Francja)
Autostrada A 3 (fr. Autoroute A 3) – autostrada we Francji w ciągu trasy europejskiej E15.

## Informacje ogólne
A 3 służy wyprowadzeniu ruchu ze wschodniej części Paryża w kierunku autostrady A 1. Stanowi również część autostradowej obwodnicy Paryża. Na całej długości autostrady istnieją co najmniej trzy pasy ruchu w każdą stronę. Całkowita długość autostrady wynosi 17 km, cały ten odcinek jest bezpłatny.

## Przebieg trasy
Autostrada odgałęzia się od Bulwaru Peryferyjnego w okolicy Porte de Bagnolet i biegnie najpierw na zachód, przez Bagnolet i Romainville, później na północ przez Bondy, Bobigny i Aulnay-Sous-Bois. W okolicy Aulnay-Sous-Bois kończy się węzłem z autostradą A 1.